# فاليري محفوظ
فاليري محفوظ (بالإنجليزية: Valerie Mahfood)‏ مواليد 1 فبراير 1974 في تكساس، الولايات المتحدة، هو ملاكم أمريكي يصنف ضمن فئة الوزن المتوسط.

## إحصائيات
خاض خلال مسيرته 37 نزالا، فاز في 19 وتعادل في 4 وخسر في 14. فاز بالضربة القاضية في 9 نزالا.

## روابط خارجية
- فاليري محفوظ على موقع بوكس ريك (الإنجليزية) (registration required)